# عبد الله بن رجاء الغداني
عبد الله بن رجاء بن عمر الغداني مولى بني غدانة. كنيته أبو عمر وقيل أبو عمرو اختلف في اسم جده، فقيل: مثنى، وقيل: عمر. من أئمة الحديث وهو ثقة، قال علي بن المديني: اجتمع أهل البصرة على عدالة رجلين أبي عمر الحوضي وعبد الله بن رجاء. مات في آخر ذي الحجة سنة تسع عشرة ومائتين. وقال مطين وغيره: سنة عشرين فقيل: في المحرم منها.

## روايته للحديث النبوي
- روى عن: وشعبة بن الحجاج وإسرائيل بن يونس وعاصم بن محمد العمري وهمام بن يحيى وعكرمة بن عمار وعمران بن داور القطان وشيبان النحوي وسعيد بن سلمة بن أبي الحسام وحرب بن شداد وجرير بن أيوب وحماد بن سلمة والمسعودي وخلق كثير.
- روى عنه: البخاري وأبو حاتم السجستاني وخليفة بن خياط وأبو بكر الأثرم ورجاء بن مرجى وأبو قلابة الرقاشي وعثمان الدارمي وأبو حاتم وعلي بن عبد العزيز ومحمد بن الأشعث أخو أبي داود -ولم يلقه أبو داود- ومحمد بن يحيى الذهلي وهلال بن العلاء وابن وارة ومحمد بن معاذ دران وأبو خليفة الجمحي ومعاذ بن المثنى وأمم سواهم.[2]

## أقوال العلماء فيه
الجرح والتعديل
- أبو زرعة الرازي: حسن الحديث عن إسرائيل.
- أبو عبد الله الحاكم النيسابوري: ثقة.
- أحمد بن شعيب النسائي: احتج به، وقال: ليس به بأس.
- أحمد بن صالح الجيلي: صدوق.
- ابن أبي حاتم الرازي: كان ثقة رضي، روى عن شعبة، وإسرائيل، والمسعودي، وحرب بن شداد، روى عنه محمد بن المثنى، وسمع منه أبو حاتم وروى عنه.
- ابن حجر العسقلاني: صدوق يهم قليلا، ومرة: لقيه البخاري وحدث عنه بأحاديث يسيرة.
- الذهبي: من ثقات البصريين ومسنديهم، وعن هشام بن أبي عبد الله الدستوائي، وشعبة بن الحجاج، وطائفة، وعنه البخاري وأبو مسلم الكجي وأبو خليفة.
- علي بن المديني: اجتمع أهل البصرة على عدالته.
- عمرو بن علي الفلاس: صدوق، كثير الغلط والتصحيف ليس بحجة.
- محمد بن إسماعيل البخاري: احتج به.
- مصنفوا تحرير تقريب التهذيب: ثقة له أوهام.
- يحيى بن معين: شيخ صدوق لا بأس به، مرة: كثير التصحيف، وليس به بأس، ومرة: ليس من أصحاب الحديث.
- يعقوب بن سفيان الفسوي: ثقة.